# Кириченко Ілля Олександрович
Ілля́ Олекса́ндрович Кириче́нко (нар. 30 березня 1988, м. Жовті Води, Дніпропетровська область, Українська РСР — 10 червня 2017, с. Кримське, Новоайдарський район, Луганська область, Україна) — солдат Збройних сил України, учасник російсько-української війни.

## Біографія
Народився 1988 року в місті Жовті Води на Дніпропетровщині. Навчався у міській середній школі № 3. Закінчив Севастопольський національний університет ядерної енергії та промисловості. Якийсь час працював у ДП «Східний гірничо-збагачувальний комбінат» учнем дозиметриста. Майже 4 роки працював головним інспектором з радіаційної безпеки Державної екологічної інспекції у Жовтих Водах, по тому їздив до Європи на заробітки.
Під час російської збройної агресії проти України в лютому 2017 року вступив на військову службу за контрактом. З 13 травня виконував завдання на території проведення антитерористичної операції, зокрема в районі «Бахмутської траси» на Луганщині.
Солдат, стрілець — помічник гранатометника механізованого батальйону 93-ї окремої механізованої бригади, військова частина А1302, смт Черкаське, Дніпропетровська область.
10 червня 2017 року близько 21:30 загинув на опорному пункті поблизу села Кримське. Під час затишшя піднявся до брустверу, аби оглянути периметр, у цей час ворог почав черговий мінометний обстріл, — Ілля дістав осколкові поранення, що не сумісні з життям, помер за півгодини під час медичної евакуації.
Похований 14 червня у Жовтих Водах на міському кладовищі, на Алеї загиблих Героїв АТО.
Залишились батьки і молодший брат.

## Нагороди та вшанування
- Указом Президента України № 318/2017 від 11 жовтня 2017 року, за особисту мужність і самовіддані дії, виявлені у захисті державного суверенітету та територіальної цілісності України, зразкове виконання військового обов'язку, нагороджений орденом «За мужність» III ступеня (посмертно)[5][6].
- Нагороджений медаллю «За вірність українському народу» І ступеня (Жовтоводський МВК, 10.06.2017, посмертно).
- 17 травня 2018 року у Жовтоводській загальноосвітній школі № 3 було відкрито меморіальну дошку на честь полеглого на війні випускника[7][8].